# Vererving van kleur en tekening bij kippen
De vererving van kleur en tekening bij kippen (of huishoenders) berust op een groot aantal verschillende genen die de werking van melanine in de veren of delen van veren reguleren. Zij is zowel van belang voor de industriële hoenderteelt als voor de fok van rashoenders.

## Kleur en tekening van het gevederte

### Oorsprong van de kleurslagen
De voorvader van het huishoen, het bankivahoen (Gallus gallus gallus), heeft een gevederte met vaste kleuren, die binnen de ondersoorten slechts geringe verschillen tonen. Bij de moderne huishoenders bestaat echter een enorme variatie aan kleuren en verenpatronen, die door de selectie van verschillende mutaties in de loop van de millennia ontstaan zijn.

### De biochemische achtergrond van de pigmentering
Bepalend voor de kleur van het kippengevederte is de aanwezigheid of afwezigheid van twee pigmenten: eumelanine en feomelanine. Eumelanine veroorzaakt een zwarte of diep donkerbruine kleur. Feomelanine zorgt voor een goudkleur die variëren kan van lichtgeel tot donkerrood. De afwezigheid van melaninen in de veren uit zich daarentegen in een witte kleur.

### Verschillen tussen haan en hen
Afgezien van eenkleurige rassen en enkele rassen met hennevederigheid, is de tekening van hanen en hennen van een ras duidelijk verschillend. Hanen bezitten siergevederte, de opvallend lange veren aan de hals en het achterste gebied van de rug, het zogenaamde hals- en zadelbehang, en langere staartveren. Het siergevederte van de haan is vaak duidelijk kleurrijker in vergelijking tot de gelijkmatigere tekening en kleur van hennen binnen dezelfde kleurslag.

### Wildkleur

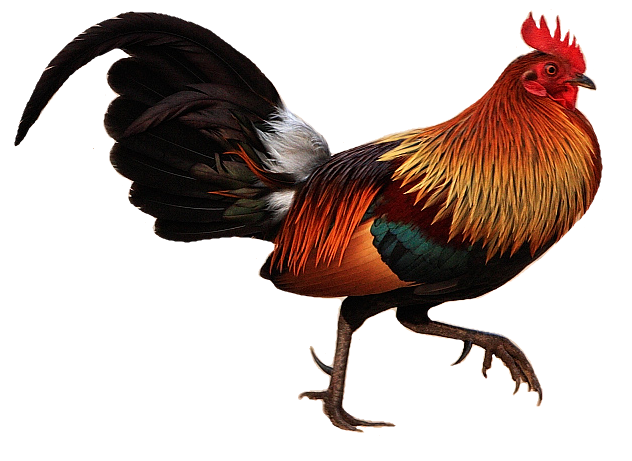
Bankivahaan

De kleurvarianten die met de kleur van het bankivahoen overeenkomen, worden meestal als "patrijs" of "wildtype" aangeduid. De allelen van het bankivahoen worden als basis voor de genetica van het huishoen genomen. Om dit bij de verschillende allelen kenbaar te maken, wordt de "oorsprongsvariant" veelal met een plusteken (+) voorzien.

### Belang voor de hoenderteelt
De wetenschappelijke activiteit betreffende de erfelijkheid bij huishoenders is meestal door de economische belangen van de industriële hoenderteelt bepaald en beperkte zich tot economisch relevante aspecten zoals de witte veerkleur van vleeshoenders. Parallel daartoe zijn veel genetische eigenaardigheden door de tentoonstellingsfokkerij aan het licht gekomen, die voor de veelal gecompliceerdere fokdoelen in dit gebied relevant zijn.

## Relevante genen
Het genoom van het huishoen is sinds enige jaren compleet ontcijferd. Ook de chromosomale positie van de voor kleur en tekening relevante genen is voor het grootste deel bepaald. De onderstaande relevante genen worden met de afkortingen van de Engelstalige begrippen aangeduid.

### E ("Extended black")
Bepaalt de uitbreiding van zwart in de tekening. Er bestaan meerdere allelen: E (egaal zwart), ER (berken), EWh (tarwe), eb (Aziatisch patrijs) en e+ (wildtype). Het wildtype vererft autosomaal recessief.

### Co ("Columbia")
Bepaalt de uitbreiding van zwart in borst en vleugels bij de haan. Vererft autosomaal dominant.

### Db ("Dark brown")
Bepaalt de uitbreiding van zwart in borst en vleugels bij de haan, vergelijkbaar met Co. Vererft autosomaal dominant.

### Pg ("Pattern gene")

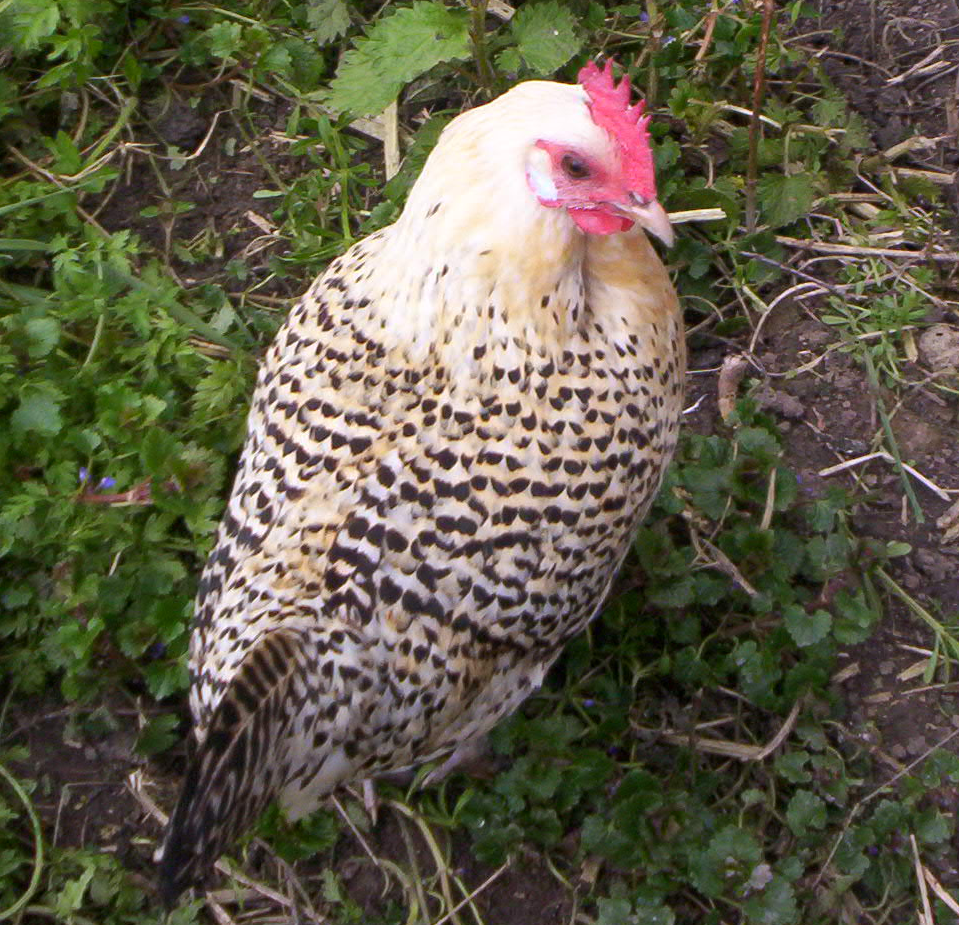
De werking van het Pg-gen in het verenpatroon van het Hollands hoen

Bepaalt de omzoming van veren bij hennen. Bij hanen ontstaat omzoming alleen in combinatie met andere genen. Vererft autosomaal dominant.

### Ml ("Melanosis")
Versterkt het zwart in de tekening. In combinatie met andere genen ook bepalend voor complexere tekeningen. Vererft autosomaal dominant.

### Cha ("Charcoal")
Versterkt het zwart in de tekening, hoewel minder dan Ml. In combinatie met andere genen ook bepalend voor complexere tekeningen. Vererft incompleet autosomaal recessief.

### Mh ("Mahogany")

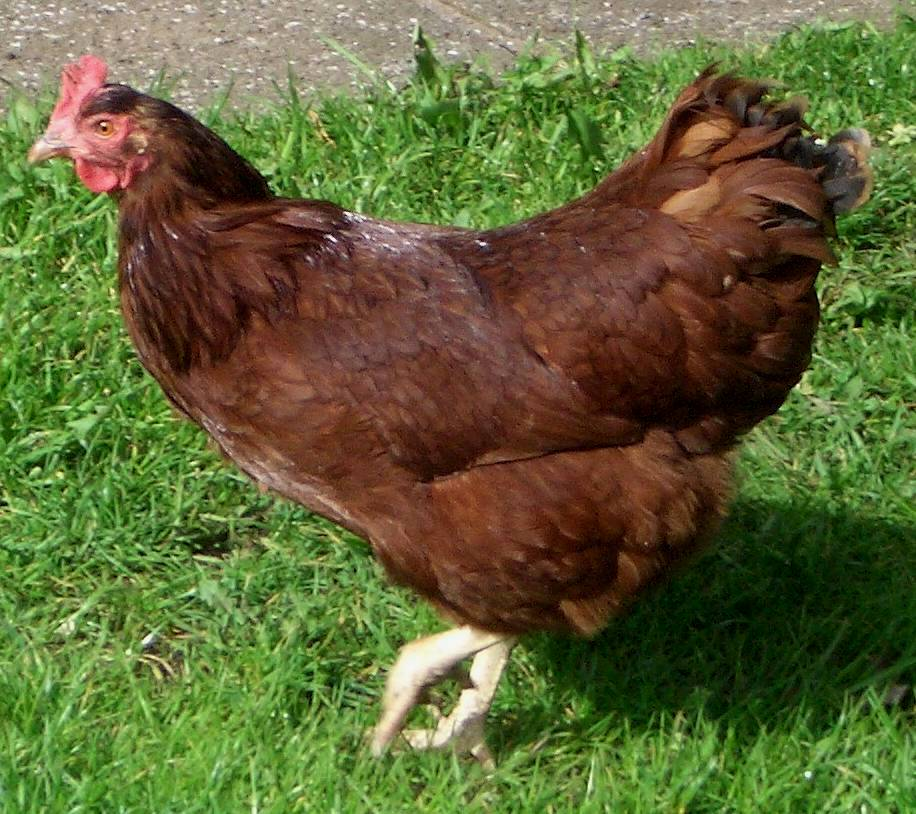
De roodbruine kleur van de Rhode Island Red, door het Mh-gen veroorzaakt

Verandert goudkleurige verenregio's in roodbruin. Vererft autosomaal dominant.

### Di ("Dilute")
Maakt rood- en goudkleur lichter. Vererft autosomaal dominant.

### ig ("Inhibitor of gold")
Verandert goudkleur in citroenkleur. Vererft autosomaal recessief.

### cb ("Champagne blonde")
Maakt goudkleur lichter. Vererft autosomaal dominant.

### S ("Silver")

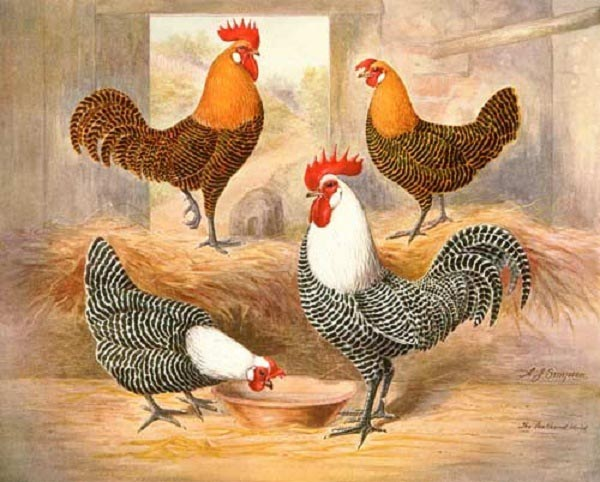
Kempische hoenders zonder (boven) en met (onder) zilverfactor S

Maakt goudkleur wit. Recessief geslachtsgebonden verervend.

### B ("Barred")
Veroorzaakt een patroon van dwarse lichte en donkere strepen op de veren. Dominant geslachtsgebonden verervend.

### choc ("Chocolade")
Verdunt zwarte regio's tot een bruine kleur. Vererft recessief geslachtsgebonden.

### I ("Inhibitor")

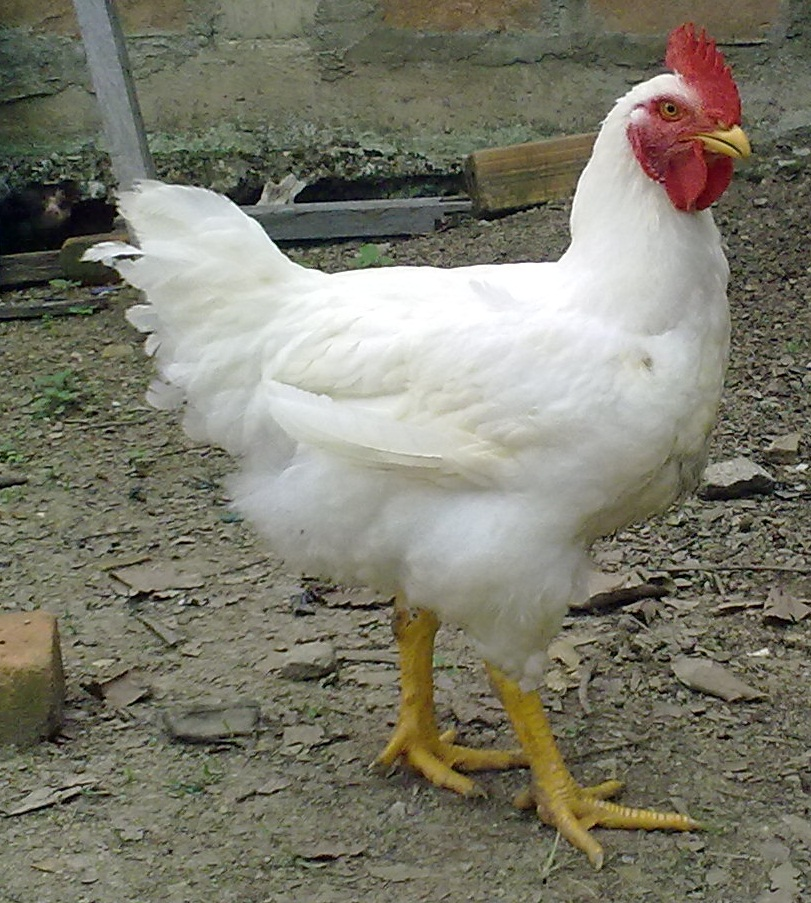
Vleeskippen zijn meestal dominant wit

Bepaalt de witte kleur van de oorspronkelijk zwarte regio's, zoals C. Vererft autosomaal dominant. Er bestaan ook andere allelen: Id (bruinkleuring of beigekleuring van zwarte regio's) en Is (grijsblauwe kleur van zwarte regio's).

### Bl ("Blue")
Verandert zwart in grijs in heterozygote dieren. Bepaalt in de homozygote vorm een splashpatroon. Vererft incompleet autosomaal dominant.

### mo ("Mottled")
Veroorzaakt witte verenpunten. Vererft autosomaal recessief.

### c ("Coloured")
Bepaalt de witte kleur van de oorspronkelijk zwarte regio's, zoals I. Vererft autosomaal recessief.

### lav ("Lavender")
Verdunt zwart tot parelgrijs, verdunt goud tot isabel. Vererft autosomaal recessief.